# Герб Лаоса
Герб Лаоса — один из основных государственных символов Лаоса.

## Описание
На гербе Лаоса изображена национальная святыня Лаоса — Большая (Великая) Ступа Тхат-Луанг.
Дамба является символом поколения новой и сильной власти (водохранилище Нам Нгун), так же как асфальтированная дорога и орошённые рисовые поля. Ниже находится часть шестерни. Герб окаймляют колосья риса.
Слева находится надпись «Независимость, Демократия», справа — «Единство и Процветание». Надпись посередине значит: «Народная Демократическая Республика Лаос».

## История
С 1949 года до революции 1975 года эмблема Королевства Лаос напоминала символ королевской семьи: белого слона с тремя головами Эраван (гора бога Индры), обрамлённого двумя зонтиками.
В 1991 году, в период правления Кейсона Фомвихана, герб был изменён. Коммунистические символы — красная звезда, молот и серп — были заменены национальной святыней Тхат-Луанг. Герб описан в Конституции Лаосской Народной Демократической Республики Лаос (§90).

## Галерея

1949—1975
1975—1991
Герб Министра сельского и лесного хозяйства
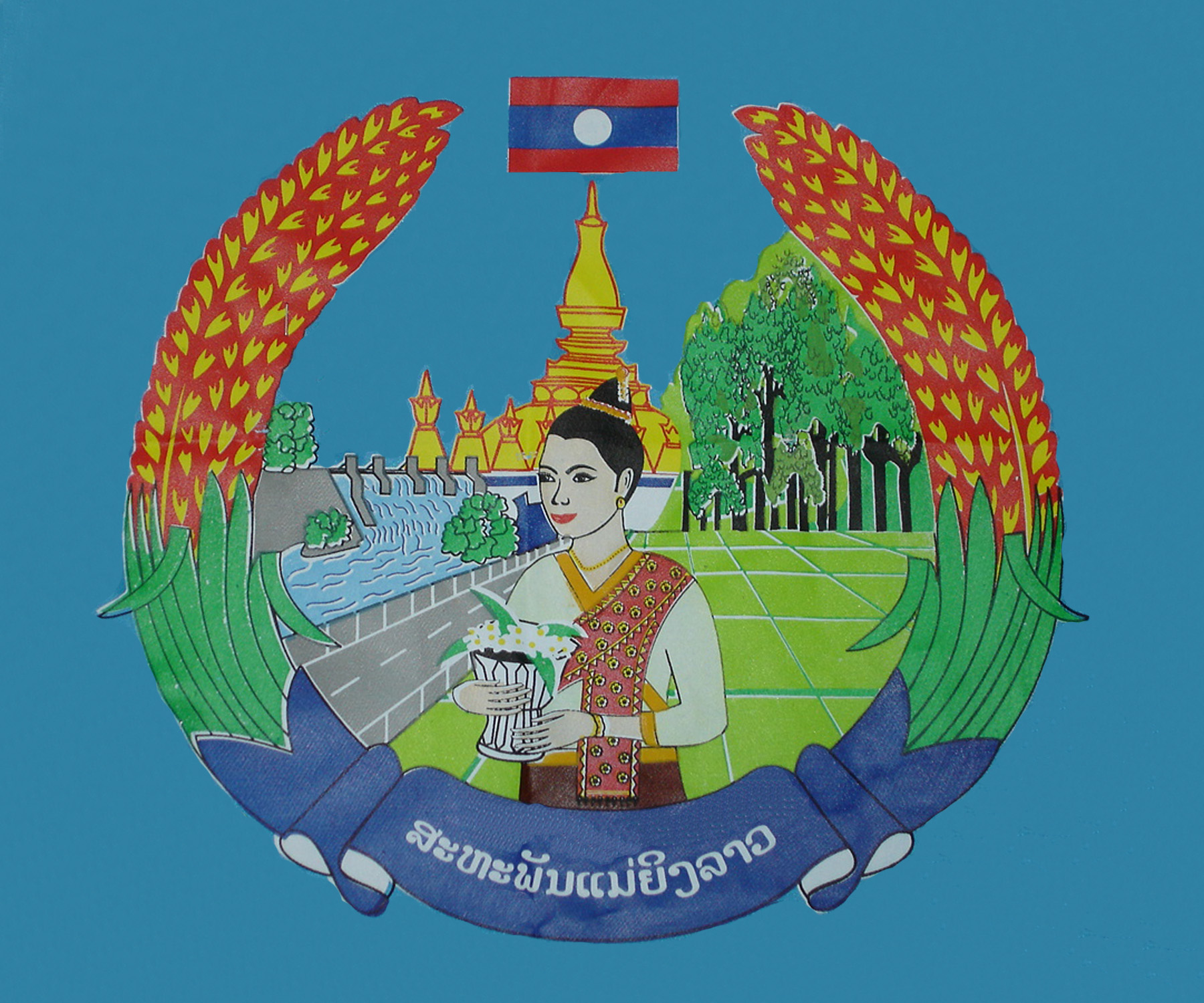
Герб Союза женщин Лаоса